# 圣训诗摩崖题记
圣训诗摩崖题记在中國浙江省玉環市玉城街道西山村牛脊岭（又名石牛岭）的山间石径旁的有一块牛脊石上，与纪恩诗摩崖题记基本相同（个别字句有出入），刻于民国10年（1921年）。于2004年1月以圣训诗石刻之名被公布为玉环县文物保护单位:065，2017年1月13日以“圣训诗摩崖题记”之名被公布为浙江省文物保护单位。